# Ади (народ)
Ади — народ в районе Гималаев, проживает главным образом в округах Восточный Сианг, Верхний Сианг, Западный Сианг и Верхняя долина Дибанг индийского штата Аруначал-Прадеш. Кроме того живут в округе Ньингчи Тибетского автономного района Китая, вблизи индийской границы. По данным Ethnologue численность этноса составляет 241 190 человек (из них 238 000 — в Индии и 1090 — в Китае).
Народ ади включает такие племена как: шимонг, карко, миланг, минёнг, падам, панги, паси и рамо. В основе жизни ади лежит сельское хозяйство, основной продукт которого — рис; они также выращивают овощи, держат свиней и кур. Традиционно ади являются приверженцами анимистических верований, тем не менее, в наши дни значительная часть этого народа исповедуют христианство (в Индии) и буддизм (в Тибете).
Язык ади относится к ветви тани тибето-бирманской семьи. Часть носителей в Индии также владеют ассамским, хинди либо непали; в Тибете около половины ади владеет тибетским языком.